# Latschburg

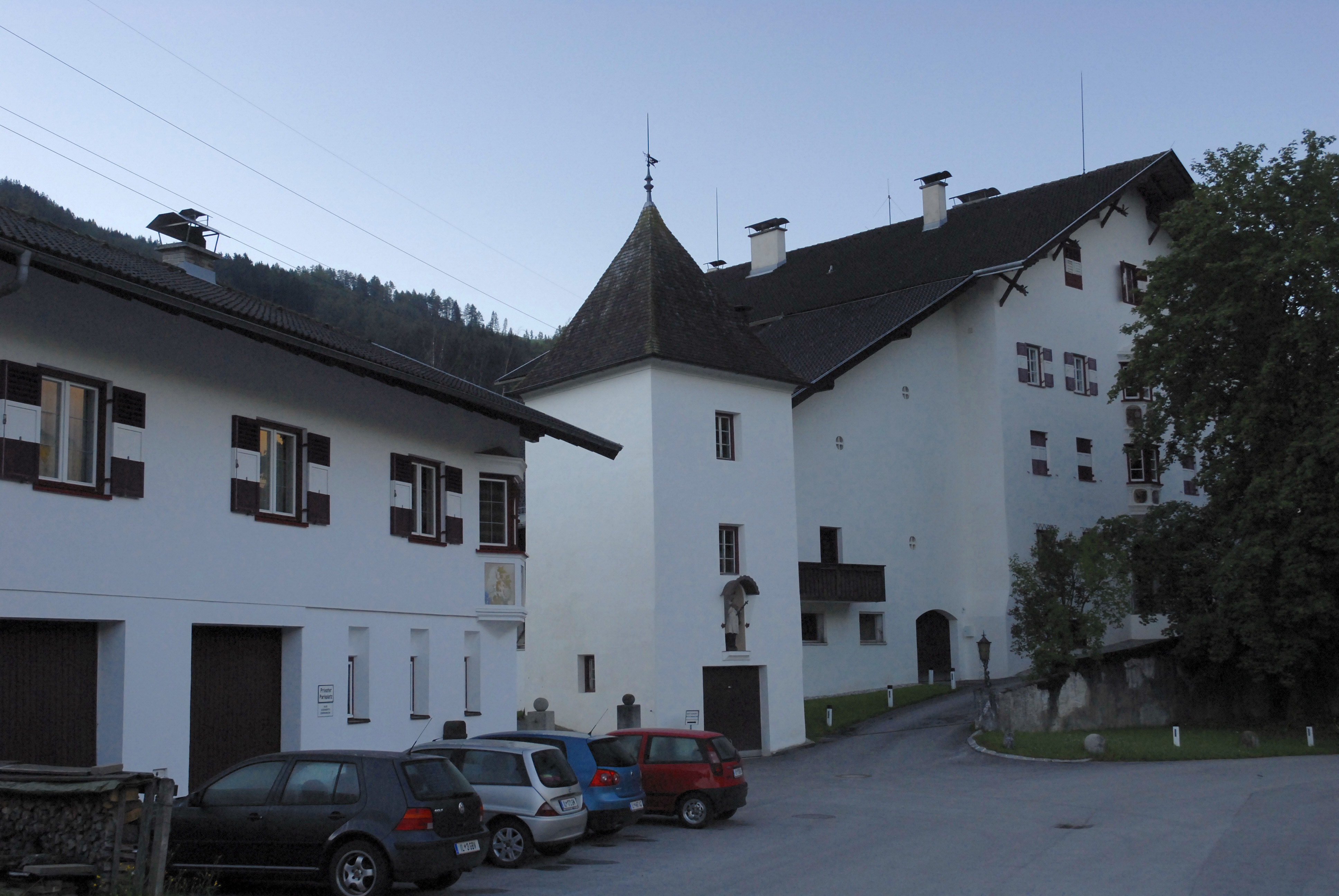
Latschburg in Pfons

Die Latschburg befindet sich in der Katastralgemeinde Pfons, Gemeinde Matrei am Brenner im Bezirk Innsbruck-Land von Tirol (Schöfens 23).

## Geschichte
Der barocke Ansitz Latschburg wurde um 1710 von Martin Fuchs († 1712) aus einer Sennhütte errichtet. Danach wurde er an die Freiherrn von Voglmayr verkauft. Diesen folgten die Freiherrn von Triangi. Mitte des 17. Jahrhunderts kam das Anwesen an Josef von Stolz, Oberamtmann der landesfürstlichen Saline von Hall in Tirol, und nach ihm an seinen Sohn Franz von Stolz, der sich Stolz von Latschburg nennt. Für den Salztransport über den Brennerpass wurde der Pferdewechsel bei der Latschburg durchgeführt. Ab 1899 kam der Ansitz in den Besitz der Familie von Woertz zu Sprengenstein, die hier einen landwirtschaftlichen Betrieb unterhält.

## Ansitz Latschburg heute
Der Edelsitz war stets unbewehrt und ist heute ein dreigeschoßiges Gebäude unter einem Satteldach, welches auch das angebaute Wirtschaftsgebäude miteinbezieht. Das Gebäude besitzt eine fünfachsige Schauseite, die dem Wipptal zugekehrt ist. Ein vorspringender zweigeschoßiger Mittelerker ist an allen drei Seiten mit einfachen Stuckverzierungen aus der Erbauungszeit geschmückt. Von dem Maler Raimund Wörle wurde 1956 am oberen Teil des Erkers ein Fresko mit der Waldraster Madonna angebracht und im unteren Teil die Wappen einiger Besitzerfamilien. Ein zweigeschoßiger Eckerker ist mit unbemalten Stuckfeldern ausgestattet. Auffallend sind an dem Haus die rot-weiß-roten Fensterläden. Im Hausinneren ist das sogenannte Paradieszimmer mit einem Deckenfresko von Kaspar Waldmann aus dem Beginn des 18. Jahrhunderts ausgestattet.